# 伦韦单抗
伦韦单抗（INN：Lenvervimab；开发代号：GC1102）是一种单克隆抗体，被研究来针对乙型肝炎。该药物由韩国制药公司绿十字集团开发。截至2018年，伦韦单抗正在进行II/III期试验。